# 细环象牙贝
细环象牙贝（学名：Episiphon subtorquatum），是象牙贝目蕊象牙贝科蕊象牙贝属的一种。主要分布于台湾，常栖息在浅海沙底。